# Robert Gesink
Robert Gesink, né le 31 mai 1986 à Varsseveld, est un coureur cycliste néerlandais. Grimpeur très prometteur, il a obtenu des places d'honneur aussi bien sur les classiques comme l'Amstel Gold Race (3e en 2009) que dans les grandes courses par étapes comme Paris-Nice (4e en 2008), le Critérium du Dauphiné libéré (4e en 2008), le Tour d'Espagne (7e en 2008, 6e en 2009 et en 2012) ou le Tour de France (5e en 2010 et 6e en 2015). Il remporte les deux classiques américaines : le Grand Prix de Montréal en 2010 et le Grand Prix de Québec en 2013.

## Biographie

### Ses premières années (2005-2007)
Après une saison dans l'équipe Löwik Meubelen-Van Losser Installatiegroep, Robert Gesink rejoint l'équipe Rabobank Continental en 2006. Il s'illustre dans les courses à étapes en terminant troisième du classement général du Tour de l'Algarve et surtout en remportant la Semaine cycliste lombarde et le Circuito Montañés. Il termine second du Tour de l'Avenir et sixième du Championnat du monde espoir en ligne. 
En 2007, Gesink est promu dans l'équipe Pro Tour Rabobank. Il termine meilleur jeune du Tour de Californie, huitième de la Flèche wallonne et treizième du Tour de Romandie. Il remporte l'étape-reine du Tour de Belgique en attaquant dans la côte de La Redoute. En fin de saison, il est cinquième du Tour d'Allemagne, puis deuxième du Tour de Pologne, deux courses du Pro Tour dont il prend la 27e place. Rabobank prolonge son contrat jusqu'en 2012, son directeur général Theo de Rooij exprimant la « confiance » de l'équipe dans les qualités de Gesink, qu'il décrit comme un « coureur exceptionnel ».

### Saison 2008
Il remporte une étape du Tour de Californie présentant cinq ascensions, devant le vainqueur final de l'épreuve Levi Leipheimer. En mars, sur Paris-Nice, il s'illustre sur le Mont Ventoux, où il domine ses adversaires, battu seulement au sprint par Cadel Evans, et s'empare du maillot jaune. Il le perd dans la descente du col du Tanneron, deux jours plus tard, et finit quatrième de l'épreuve, mais remporte tout de même le maillot de meilleur jeune.
Douzième du Tour du Pays basque début avril, il prend dix jours plus tard la quatrième place de la Flèche wallonne grâce au travail de son coéquipier Thomas Dekker qui termine cinquième, dans sa roue, puis termine 13e de Liège-Bastogne-Liège. Quelques mois plus tard, il termine à une nouvelle quatrième place au Critérium du Dauphiné libéré, devancé seulement par Alejandro Valverde, Cadel Evans et Levi Leipheimer. Il est désigné par Valverde, le vainqueur de la course, comme son plus sérieux adversaire en montagne.
Il est toutefois jugé encore trop jeune par son équipe pour participer au Tour de France. Durant cette épreuve, il prend part au Tour d'Autriche, où il se classe deuxième de la troisième étape, une étape de montagne se terminant à Prägraten am Großvenediger, au cœur du Tyrol. En août, il est sélectionné par son pays pour participer aux Jeux olympiques de Pékin. Il prend la dixième place de l'épreuve en ligne comme de l'épreuve chronométrée. 
En septembre, à son retour en Europe, il est aligné sur le Tour d'Espagne, son premier grand tour. Il est parmi les meilleurs dans les étapes de montagne, et particulièrement dans les Asturies, où il termine 4e et 6e des deux grandes étapes de montagne. Il sort ainsi du massif à la cinquième place, et termine finalement à la septième place à Madrid, après le contre-la-montre final. Lors des Championnats du monde, il rapporte une dixième place à son équipe nationale pour la troisième fois de la saison.

### Saison 2009
Pour sa troisième saison chez Rabobank, Gesink ambitionne de bien figurer sur le Tour de France. Il réussit à nouveau une bonne rentrée au Tour de Californie, en prenant la huitième place, avant de prendre la onzième place de Tirreno-Adriatico. Sa préparation des classiques printanières se poursuit sur le Tour du Pays basque, dont il prend la sixième place. Sur les classiques, face à des favoris souvent diminués, il apparaît dès l'Amstel Gold Race comme un des principaux favoris, prenant la troisième place, son premier podium à ce niveau. Cependant, il annonce dès le lendemain qu'il souffre de douleurs musculaires, et que sa participation à la Flèche wallonne est compromise. Contraint de déclarer forfait, il parvient diminué sur Liège-Bastogne-Liège, où il cherche à surprendre ses adversaires de loin, dans la Côte de La Redoute, mais sans succès.
Lors du  Tour de France, il chute à 75 km de l'arrivée lors de la 5e étape et ne prend part au départ de l'étape du lendemain sur fracture du radius après avoir douloureusement franchi la ligne avec neuf minutes et trente-cinq secondes de retard sur le vainqueur du jour. Il prend tout de même part au Tour d'Espagne. Très régulier, il est deuxième du général à quatre jours de l'arrivée, à trente seconde d'Alejandro Valverde. Il est impliqué dans une chute massive et blessé au genou, il perd près de cinq minutes dans la dernière étape de montagne et termine finalement à la sixième position du classement général. En octobre, il remporte le Tour d'Émilie, sa première victoire de la saison.

### Saison 2010
En 2010, Robert Gesink commence sa saison par une cinquième place au Tirreno-Adriatico. Après avoir raté sa campagne de classiques en avril à la suite d'une chute au Tour du Pays basque, il décide de ne pas courir en mai pour se concentrer sur le Tour de France. Au Tour de Suisse pour son retour en compétition, il parvient à remporter l'étape-reine.
Lors du Tour de France, il est victime de la chute collective lors de la seconde étape. Il épaule Denis Menchov qui termine à la deuxième place du classement général avant d'être déclassé en 2014 pour dopage. Robert Gesink termine cinquième après avoir gagné deux places lors de l'ultime étape contre-la-montre,. Il termine deuxième meilleur jeune, derrière Andy Schleck. 
Au mois de septembre, il remporte le Grand Prix cycliste de Montréal en attaquant à dix kilomètres de l'arrivée pour ne plus être rejoint. L'avant-veille, il avait fini troisième du Grand Prix cycliste de Québec remporté par Thomas Voeckler. Au championnat du monde sur route entre Melbourne et Geelong, il est présent sur l’ensemble de la course mais ne peut se battre pour la victoire finale.
Une semaine plus tard il remporte le Tour d'Émilie. Le même jour, son père est victime d'une grave chute lors du Challenge Bart Brentjens. Robert Gesink doit annuler en urgence sa participation au Tour de Lombardie où il fait figure de favori pour se rendre à Maastricht où son père est hospitalisé dans le coma à la suite de la chute. Celui-ci décède finalement deux semaines après la chute.

### Saison 2011

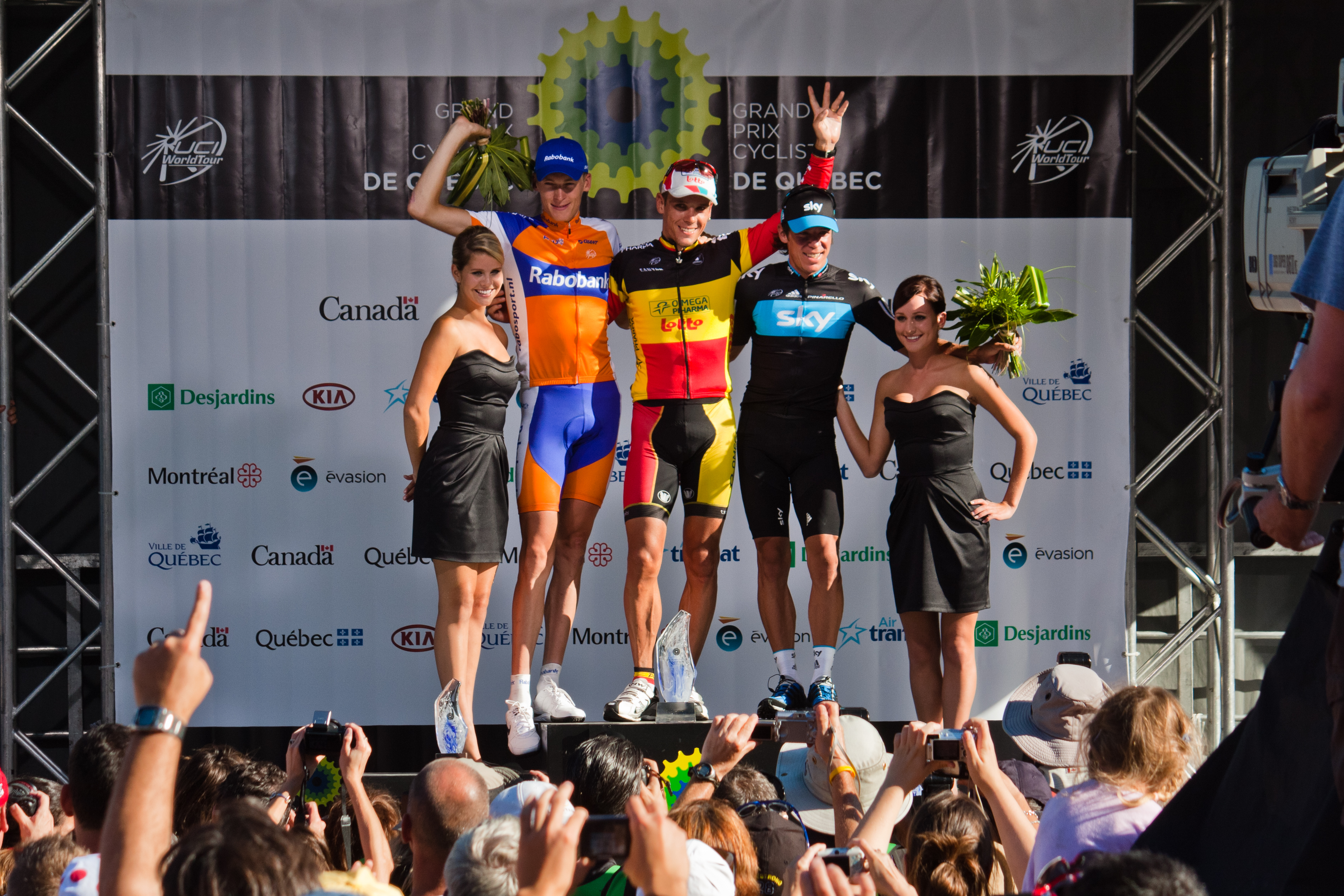
Gesink sur le podium du Grand Prix cycliste de Québec 2011.

En 2011, Robert Gesink devient le leader de son équipe à la suite du départ de Denis Menchov. Il est désigné leader pour le Tour de France où il a pour objectif d'être parmi les cinq premiers au classement général et de remporter le maillot blanc de meilleur jeune. Sa saison commence avec une victoire au Tour d'Oman. Il termine ensuite 2e du Tirreno-Adriatico derrière Cadel Evans, puis 3e du Tour du Pays basque et 9e de l'Amstel Gold Race.
Gesink prend part au Tour de France, et est placé parmi les prétendants au podium final. Cependant, il chute lors de la 5e étape, et ne peut disposer de tous ses moyens durant les trois semaines de course. Il parvient tout de même au terme de cette course, à la 33e place. Lors du Grand Prix cycliste de Québec, il termine en seconde position derrière Philippe Gilbert après un mano à mano dans le dernier kilomètre où il franchira la ligne en échouant dans la roue du Belge.
Mi-septembre, Robert Gesink chute et se fracture un fémur lors d'un entraînement. Son indisponibilité est estimée à six mois.

### Saison 2012

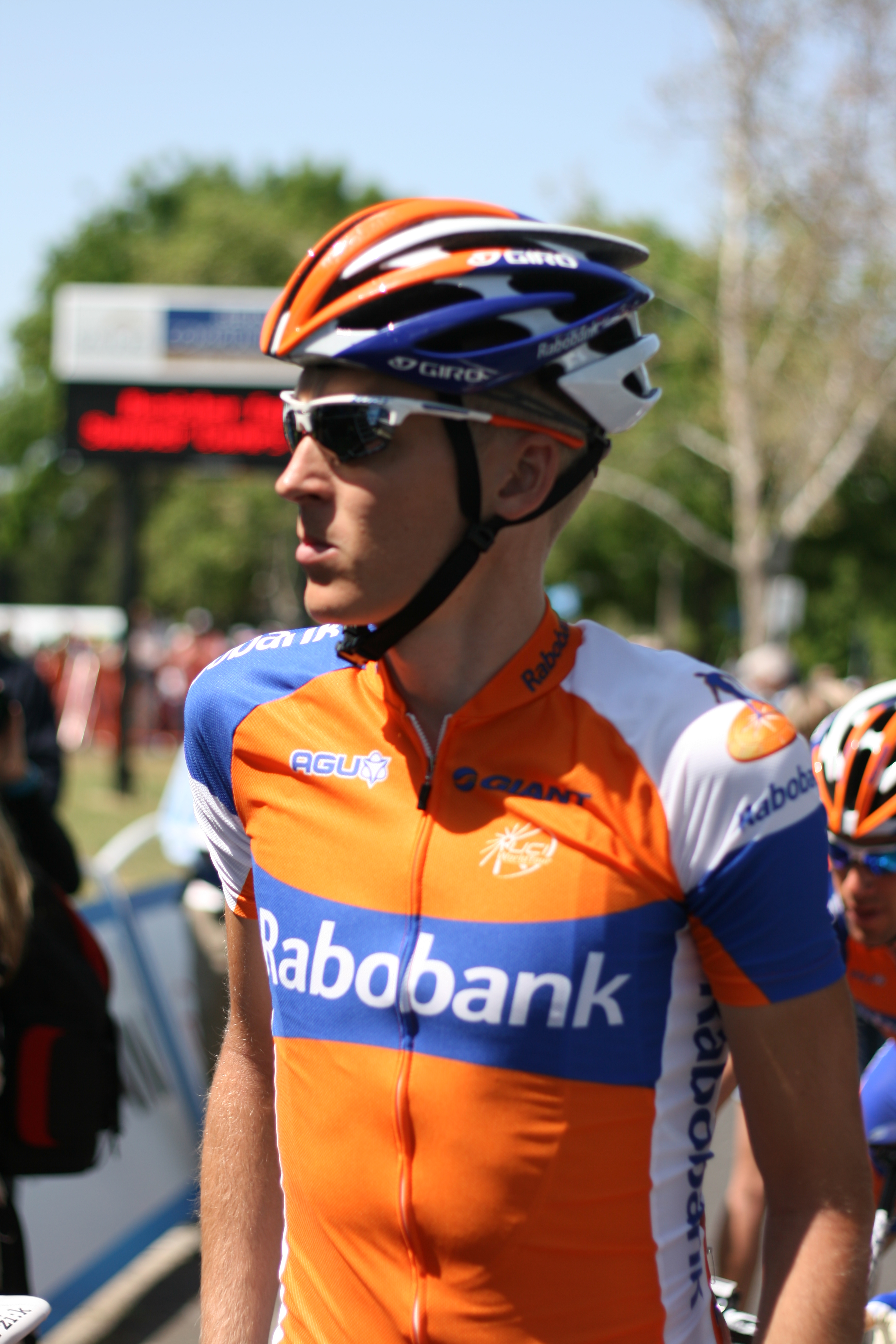
Robert Gesink au Tour de Californie 2012.

De retour de blessure, il dispute en début d'année 2012 plusieurs courses par étapes en Espagne : le Tour d'Andalousie, dont il prend la onzième place, le Tour de Murcie (8e), le Tour de Catalogne (19e). En avril, il dispute les trois « classiques ardennaises », avec pour meilleur résultat la 22e place de la Flèche wallonne. En mai, il remporte le Tour de Californie et l'étape-reine de Mount Baldy. Il traverse la ligne d'arrivée de la septième étape les doigts pointés vers le ciel, dédiant cette victoire à la mémoire de son père, décédé en 2010. Dans l'optique de préparer le Tour de France, Gesink participe au Tour de Suisse, qu'il termine à la quatrième place.
Leader de Rabobank sur le Tour de France, Gesink est victime durant la sixième étape de deux chutes qui lui font perdre plus de trois minutes sur les principaux protagonistes de la Grande Boucle. Amoindri sur le plan physique par ses chutes, Gesink ne peut suivre ensuite le rythme des premiers lors des étapes suivantes. Alors qu'il figure en 67e position du classement général au terme de la onzième étape, Gesink décide d'arrêter son Tour de France en vue de préparer le Tour d'Espagne. Leader de la Rabobank sur la Vuelta, il prend la sixième place du classement général. Lors des championnats du monde de Fauquemont, aux Pays-Bas, il est l'un des quatre « coureurs protégés » de l'équipe des Pays-Bas pour la course en ligne,. Il dynamite la course à 80 kilomètres du terme en plaçant une offensive dans le Cauberg, en compagnie de coureurs comme Alberto Contador, Thomas Voeckler, Jonathan Tiernan-Locke ou Björn Leukemans. Ce groupe est rejoint à plus de 30 kilomètres de l'arrivée. Gesink termine en 32e position, à 17 secondes du vainqueur, Philippe Gilbert. Son coéquipier, Lars Boom, termine à la cinquième place. La semaine suivante, Robert Gesink décide de mettre un terme à sa saison.

### Saison 2013
Il participe cette année au Tour d'Italie où il abandonne (alors qu'il est dixième du général) lors de l'avant-dernière étape disputée dans des conditions dantesques et au Tour de France pendant lequel il protège en montagne Bauke Mollema et Laurens ten Dam. Cette saison, jusque-là en deçà de ses attentes malgré une bonne 6e place au Tour de Catalogne, lui offre une satisfaction majeure grâce à son succès lors du Grand Prix cycliste de Québec, ce qui lui permet de devenir le premier coureur à inscrire à son palmarès les deux classiques canadiennes après la victoire sur le Grand Prix cycliste de Montréal 2010.

### Saison 2014
Après un début de saison prometteur qui le voit terminer sixième du Tour Down Under et cinquième du Tour d'Oman, Robert Gesink abandonne lors des deux courses suivantes auxquelles il participe : Tirreno-Adriatico et le Tour du Pays basque. En avril, il annonce mettre sa carrière en suspens : il souffre d'arythmie cardiaque due au stress depuis 2010 et subit une intervention chirurgicale. Il reprend l'entraînement une semaine après cette intervention et déclare viser une participation au Tour d'Espagne. Il y participe effectivement et figure aux avant-postes de la course. Il est ainsi septième du classement général avant la dix-huitième étape. Il est cependant non-partant de cette étape pour retourner dans son pays et rejoindre sa femme, enceinte et hospitalisée. Dans la foulée, il met un terme à sa saison.

### Saison 2015

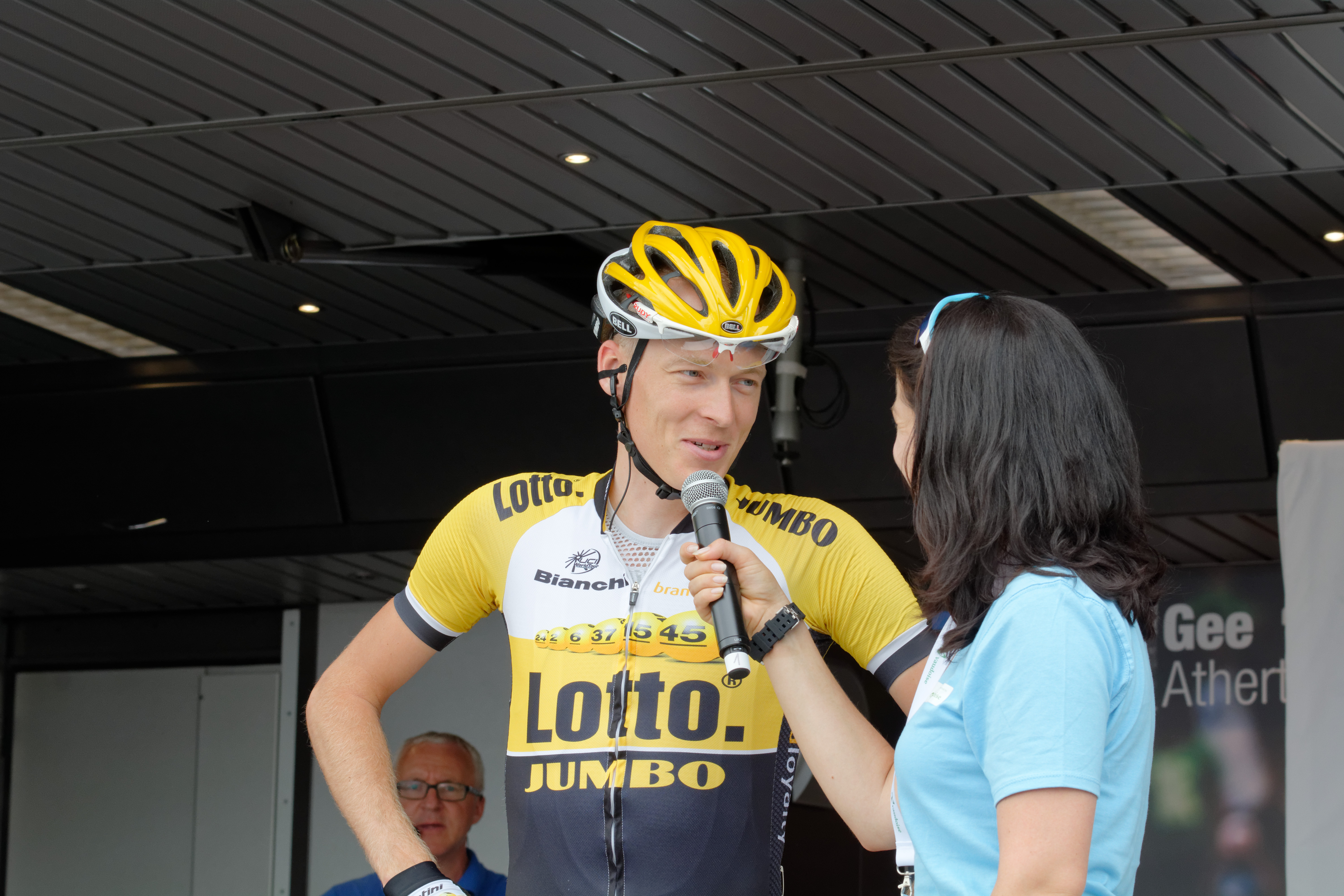
Robert Gesink lors du Tour de Suisse 2015.

En 2015, l'équipe change de nom et devient Lotto NL-Jumbo. Robert Gesink dispute sa première course en février, au Tour de l'Algarve, qu'il doit quitter afin de rentrer auprès de son fils hospitalisé. Alors que sa reprise était prévue fin mars au Tour de Catalogne, il doit y renoncer à cause de douleurs au genou. Sa saison commence réellement en avril, à la Flèche wallonne, dont il prend la 25e place. Il fait alors du Tour de France sa priorité. Il dispute le Tour de Romandie, qu'il finit à la quinzième place, le Tour de Californie, où il est cinquième. Il termine sa préparation en vue du Tour en finissant neuvième du Tour de Suisse. Il prend le départ du Tour, où il est désigné coleader de Lotto NL-Jumbo avec Wilco Kelderman. Il prend la onzième place de la première étape, un contre-la-montre disputé à Utrecht. Lors de la 10e étape, il passe à l'attaque dans la dernière ascension. Il est repris par Christopher Froome à 4 km du sommet mais parvient à finir 4e.  Lors des étapes qui suivent il est toujours placé et termine à la 6e place au classement général final.

### Saison 2016
En avril, la prolongation de deux ans du contrat de Gesink avec son équipe est annoncée. Il chute lors de la deuxième étape du Tour de Suisse. Atteint d'un traumatisme crânien diagnostiqué a posteriori, il ne reprend pas la course et ne peut dans la foulée être présent au Tour de France. Il revient en deuxième partie de saison et remporte la 14e étape du Tour d'Espagne et se classe 7e du Tour de Lombardie.

### Depuis 2017
En 2017, il est huitième du Tour Down Under et troisième du championnat des Pays-Bas du contre-la-montre. Sur le Tour de France, il termine deuxième derrière Lilian Calmejane de la huitième étape. Le lendemain, il chute dans les premiers kilomètres de l'étape et se fracture une vertèbre lombaire, ce qui l'oblige à porter un corset jusqu'en octobre.
Au début de saison 2018, il est dixième du Tour Down Under. Au mois d'août, il prolonge de trois ans le contrat qui le lie à son employeur. Dans la foulée, il se classe huitième de la Classique de Saint-Sébastien. Quelques jours plus tard, il se fracture la clavicule et deux côtes lors d'une chute à l'entrainement au Colorado.
En avril 2019, il chute lors de Liège-Bastogne-Liège et souffre de fractures de la clavicule droite et du bassin. Il doit déclarer forfait pour le Tour d'Italie, où il devait accompagner son leader Primož Roglič.
Lors du Tour de France 2021, Gesink chute durant la troisième étape et est contraint à l'abandon, blessé à une articulation entre l'omoplate et la clavicule.
Commençant l'année 2023 en Australie, Gesink chute durant la première étape du Tour Down Under et est contraint à l'abandon, victime d'une fracture de l'os pubien. Initialement sélectionnés pour le Tour d'Italie en tant qu'équipiers de Roglič, Gesink ainsi que Tobias Foss sont contraints de renoncer à y participer à quatre jours du départ après avoir été infectés par le SARS-CoV-2. Ils sont remplacés par Jos van Emden et Rohan Dennis. En juin, il annonce prolonger son contrat d'une saison et d'arrêter sa carrière à l'issue de celle-ci.

## Style, personnalité, chutes et blessures
Grimpeur-rouleur dans les catégories de jeune, il est présenté à ses débuts comme le futur Joop Zoetemelk, dernier vainqueur néerlandais du Tour de France en 1980. 
Lors d'une conférence de presse en 2014, Gesink reconnait souffrir du stress, de la pression qui pèse sur ses épaules. Il raconte ressentir cette pression depuis la mort de son père en octobre 2010. Ses problèmes cardiaques ont causé son abandon sur le Tour d'Italie en 2013. Par contre, quand il a moins de pression, par exemple sur des courses loin du continent européen, comme le Tour d'Oman, le Tour de Californie ou les courses canadiennes, il se sent plus à son aise,.
Sa carrière sur route est émaillée de nombreuses chutes, que ce soit dans des courses en peloton ou à l'entrainement. Il le reconnait : « Eh bien, chaque année, je fais un programme mais je ne le suis pas car je fais des accidents stupides. ». La plupart de ces chutes entraînent des fractures, qui nécessitent des opérations et des périodes d'arrêt. Ainsi, entre 2009 et 2019, il est chaque année victime de blessures qui l'empêchent de courir la saison entière.

## Palmarès sur route

### Par années
| - 2004 - Champion des Pays-Bas du contre-la-montre juniors - 5e étape de la Course de la Paix juniors - 4e étape du Tour du Pays de Vaud - 3e étape du Tour d'Irlande juniors - 2e du Tour d'Irlande juniors - 6e du championnat du monde sur route juniors - 2005 - Hel van Voerendaal - 2e étape de Linz-Passau-Budweiss - 3e du Tour de la province de Liège - 3e de Linz-Passau-Budweiss - 3e du Grand Prix Joseph Bruyère - 2006 - Semaine cycliste lombarde : - Classement général - 3e étape - Circuito Montañés : - Classement général - 6e étape - 2e du Tour de l'Avenir - 3e du Tour de l'Algarve - 6e du championnat du monde sur route espoirs - 2007 - 4e étape du Tour de Belgique - 2e du Tour de Pologne - 5e du Tour d'Allemagne - 9e de la Flèche wallonne - 2008 - 3e étape du Tour de Californie - 4e de Paris-Nice - 4e de la Flèche wallonne - 4e du Critérium du Dauphiné libéré - 7e du Tour d'Espagne - 9e de la course en ligne des Jeux olympiques - 10e du contre-la-montre des Jeux olympiques - 10e du championnat du monde sur route - 2009 - Tour d'Émilie - 3e de l'Amstel Gold Race - 4e du Critérium du Dauphiné libéré - 6e du Tour du Pays basque - 6e du Tour d'Espagne - 6e du Tour de Lombardie - 2010 - Grand Prix cycliste de Montréal - Tour d'Émilie - 6e étape du Tour de Suisse - 3e du Grand Prix cycliste de Québec - 5e de Tirreno-Adriatico - 5e du Tour de Suisse - 5e du Tour de France, - 7e de la Classique de Saint-Sébastien - 8e du Tour du Pays basque | - 2011 - Tour d'Oman : - Classement général - 4e et 5e étapes - 1re étape de Tirreno-Adriatico (contre-la-montre par équipes) - 2e de Tirreno-Adriatico - 2e du Grand Prix cycliste de Québec - 3e du Tour du Pays basque - 9e de l'Amstel Gold Race - 2012 - Tour de Californie : - Classement général - 7e étape - 4e du Tour de Suisse - 6e du Tour d'Espagne - 2013 - Grand Prix cycliste de Québec - 3e du Trofeo Deià - 6e du Tour de Catalogne - 8e du Tour de Pékin - 10e du Tour de Lombardie - 2014 - 6e du Tour Down Under - 8e du Tour de Pologne - 2015 - 6e du Tour de France - 8e du Grand Prix cycliste de Montréal - 9e du Tour de Suisse - 2016 - 14e étape du Tour d'Espagne - 7e du Tour de Lombardie - 2017 - 3e du championnat des Pays-Bas du contre-la-montre - 8e du Tour Down Under - 2018 - 8e de la Classique de Saint-Sébastien - 10e du Tour Down Under - 2022 - 1re étape du Tour d'Espagne (contre-la-montre par équipes) - 2023 - 2e étape du Tour de Burgos (contre-la-montre par équipes) |  |

### Résultats sur les grands tours

#### Tour de France
10 participations
- 2009 : non-partant (6e étape)
- 2010 : 5e
- 2011 : 33e
- 2012 : non-partant (12e étape)
- 2013 : 26e
- 2015 : 6e
- 2017 : abandon (9e étape)
- 2018 : 31e
- 2020 : 42e
- 2021 : abandon (3e étape)

#### Tour d'Italie
3 participations
- 2013 : non-partant (20e étape)
- 2018 : 23e
- 2024 : non-partant (2e étape)

#### Tour d'Espagne
11 participations
- 2008 : 7e
- 2009 : 6e
- 2012 : 6e
- 2014 : non-partant (18e étape)
- 2016 : 34e, vainqueur de la 14e étape
- 2019 : 27e
- 2020 : 35e
- 2021 : 62e
- 2022 : 41e, vainqueur de la 1re étape (contre-la-montre par équipes),  maillot rouge pendant 1 jour
- 2023 : 52e
- 2024 : 52e

### Classements mondiaux
| Année                                 | 2005 | 2006 | 2007 | 2008 | 2009 | 2010 | 2011 | 2012 | 2013 | 2014 | 2015 | 2016  | 2017  | 2018 | 2019 | 2020 | 2021  | 2022 | 2023  | 2024  |
| ------------------------------------- | ---- | ---- | ---- | ---- | ---- | ---- | ---- | ---- | ---- | ---- | ---- | ----- | ----- | ---- | ---- | ---- | ----- | ---- | ----- | ----- |
| UCI ProTour                           | nc   | nc   | 27e  | 41e  |      |      |      |      |      |      |      |       |       |      |      |      |       |      |       |       |
| Calendrier mondial                    |      |      |      |      | 10e  | 6e   |      |      |      |      |      |       |       |      |      |      |       |      |       |       |
| UCI World Tour                        |      |      |      |      |      |      | 17e  | 39e  | 35e  | 78e  | 41e  | 79e   | 100e  | 89e  |      |      |       |      |       |       |
| Classement mondial                    |      |      |      |      |      |      |      |      |      |      |      | 143e  | 183e  | 162e | 382e | 645e | 1098e | 586e | 1527e | 1326e |
| UCI Europe Tour                       | 777e | 13e  |      |      |      |      |      |      |      |      |      | 1296e | 1105e | nc   | 304e | 525e | 814e  | 458e | nc    | nc    |
| UCI Asia Tour                         | nc   | nc   |      |      |      |      |      |      |      |      |      | nc    | nc    | 151e |      |      |       |      |       |       |
|                                       |      |      |      |      |      |      |      |      |      |      |      |       |       |      |      |      |       |      |       |       |
| Légende : nc = non classéSource : UCI |      |      |      |      |      |      |      |      |      |      |      |       |       |      |      |      |       |      |       |       |

## Distinctions
- Cycliste espoirs néerlandais de l'année : 2007
- Cycliste néerlandais de l'année : 2008, 2009 et 2010[46]